# ۱۷۵۴ (میلادی)
۱۷۵۴ (میلادی) هزار و هفتصد و پنجاه و چهارمین سال تقویم میلادی است.

## زادگان
- ویلیام بلای، دریاسالار انگلیسی
- 1 اکتبر - پاول یکم : امپراتور روسیه.
- ۱۳ فوریه – شارل-موریس دو تالیران-پریگور، سیاست‌مدار، دیپلمات، و کشیش فرانسوی (د. ۱۸۳۸)
- ۲۳ مارس – یوری وگا، ریاضی‌دان و فیزیک‌دان اتریشی (د. ۱۸۰۲)
- ۹ اوت – پیر شارل لوفان، معمار و مهندس فرانسوی (د. ۱۸۲۵)
- ۹ سپتامبر – ویلیام بلای، کاشف بریتانیایی
- ۲۶ سپتامبر – ژوزف پروست، شیمی‌دان فرانسوی (د. ۱۸۲۶)
- دسامبر. عثمان بن فودیو، عارف، فیلسوف و مصلح انقلابی فولانی (نیجریه)(د.۱۸۱۷)

## درگذشتگان
- ۴ ژوئیه – فیلیپ نریکول دستوش، بازیگر فرانسوی (ز. ۱۶۸۰)
- ۲۷ نوامبر – ابراهام دو مواور، ریاضی‌دان فرانسوی (ز. ۱۶۶۷)
- علیمردان خان چهارلنگ بختیاری ، نائب السلطنه ایران در زمان شاه اسماعیل سوم صفوی (ز.۱۶۸۵)